# La dottoressa Giò - Una mano da stringere
La dottoressa Giò - Una mano da stringere è un film per la televisione del 1995 diretto da Filippo De Luigi andato in onda in prima visione su Canale 5 il 23 novembre 1995. Il film ha preceduto la serie TV La dottoressa Giò, composta da tre stagioni andate in onda dal 1997 al 2019.

## Trama
Nell'ospedale in cui lavora la ginecologa Giorgia Basile arrivano due pazienti: una è una donna che non riesce ad avere figli, l'altra una tossicodipendente che non vuole tenere il proprio bambino. La dottoressa Giò, nel tentativo di placare una lite fra la donna e il suo spacciatore, perde il suo bambino e viene lasciata dal marito, l'avvocato Colucci.